# Olaf Pollack
Olaf Pollack (Räckelwitz, 20 de setembro de 1973) é um desportista alemão que competiu no ciclismo nas modalidades de pista, especialista nas provas de perseguição por equipas e madison, e rota.
Participou nos Jogos Olímpicos de Verão de 2000, obtendo uma medalha de ouro na prova de perseguição por equipas (junto com Guido Fulst, Robert Bartko, Daniel Becke e Jens Lehmann).
Ganhou quatro medalhas no Campeonato Mundial de Ciclismo em Pista entre os anos 1994 e 2008, e uma medalha de ouro no Campeonato Europeu de Omnium de 1998.

## Biografia
Excelente velocista, Olaf Pollack começou a sua corrida em 2000 na equipa pAGRO. A seguir, fez parte da equipa Gerolsteiner entre 2000 e 2004. Nessa época consagrou-se como velocista, na Volta à Alemanha de 2003 ganhou uma etapa por adiante de seu compatriota Erik Zabel e o australiano Stuart O'Grady, e ficou segundo em várias ocasiões no Giro d'Italia de 2004, por trás do italiano Alessandro Petacchi.
Em 2005 uniu-se à equipa T-Mobile. Em 2006, conseguiu duas etapas no Volta a Califórnia, e conseguiu assim o primeiro sucesso do ano para o T-Mobile. Destacou especialmente nos esprints da Volta à Baixa Saxónia e depois fez um bom Giro d'Italia, acumulando vários segundos postos de etapas. No 2007 une-se equipa Wiesenhof. Esta equipa desaparece ao final da temporada e Pollack incorpora-se em 2008 à formação austríaca Volksbank.
Em julho do 2009, deu positivo de forma inesperada e pediu a realização de um contra-análise.

## Medalheiro internacional
| Jogos Olímpicos    | Jogos Olímpicos           | Jogos Olímpicos   | Jogos Olímpicos         |
| Ano                | Lugar                     | Medalha           | Competição              |
| ------------------ | ------------------------- | ----------------- | ----------------------- |
| 2000               | Sydney ( Austrália)       | Medalha de ouro   | Perseguição por equipas |
| Campeonato Mundial |                           |                   |                         |
| Ano                | Lugar                     | Medalha           | Competição              |
| 1994               | Palermo ( Itália)         | Medalha de ouro   | Perseguição por equipas |
| 1999               | Berlim ( Alemanha)        | Medalha de ouro   | Perseguição por equipas |
| 1999               | Berlim ( Alemanha)        | Medalha de bronze | Madison                 |
| 2008               | Manchester ( Reino Unido) | Medalha de prata  | Madison                 |
| Campeonato Europeu |                           |                   |                         |
| Ano                | Lugar                     | Medalha           | Competição              |
| 1998               | Stettin ( Polónia)        | Medalha de ouro   | Omnium                  |

1. 1 2 3  Competiu na rodada de classificação
2. ↑  Campeonato Europeu realizado só para a disciplina de ómnium

## Palmarés
| - 1997 - 1 etapa da Volta à Baixa Saxónia - 1998 - 2 etapas do Tour de Olympia - 2 etapas das Volta à Eslovénia - 1999 - 1 etapa da Volta à Baixa Saxónia - 1 etapa da Corrida da Paz - 1 etapa da Volta a Chile - 2.º no Campeonato da Alemanha Contrarrelógio - 2000 - 2 etapas do Rapport-Toer - 2 etapas da Volta à Baixa Saxónia - 1 etapa do Tour da Tasmânia - 2001 - Volta a Nuremberg - 2002 - Groningen-Münster - 2 etapas da Volta à Baixa Saxónia - 3 etapas da Corrida da Paz - 1 etapa da Volta à Dinamarca - 1 etapa do Tour de Hesse | - 2003 - 1 etapa da Volta à Baixa Saxónia - 1 etapa da Volta à Alemanha - 2004 - 1 etapa do Sachsen-Tour - 2006 - 2 etapas do Volta à Califórnia - 2007 - 1 etapa do Critérium Internacional - 2008 - 1 etapa da Volta à Baviera |

## Resultados em Grandes Voltas e Campeonatos do Mundo
| Corrida            | Corrida            | 1997 | 1998 | 1999 | 2000 | 2001 | 2002  | 2003 | 2004  | 2005 | 2006  | 2007 | 2008 |
| ------------------ | ------------------ | ---- | ---- | ---- | ---- | ---- | ----- | ---- | ----- | ---- | ----- | ---- | ---- |
|                    | Giro d'Italia      | —    | —    | —    | —    | —    | —     | —    | 112.º | Ab.  | 132.º | —    | —    |
|                    | Tour de France     | —    | —    | —    | —    | —    | —     | Ab.  | —     | —    | —     | —    | —    |
|                    | Volta a Espanha    | —    | —    | —    | —    | —    | —     | —    | —     | —    | —     | —    | —    |
| Mundial em Estrada | Mundial em Estrada | —    | —    | —    | —    | —    | 145.º | —    | —     | —    | —     | —    | —    |

—: não participa

Ab.: abandono